# Azokh
Azokh (in armeno Ազոխ?) o Azykh (in azero Azıx) è una comunità rurale del distretto di Xocavənd in Azerbaigian, facente parte fino al 2020 della regione di Hadrowt' nella repubblica dell'Artsakh (fino al 2017 denominata repubblica del Nagorno Karabakh) situata nei pressi delle celebri grotte.
Secondo il censimento del 2005 contava circa 800 abitanti.

## Storia
Le grotte di Azokh, situate nei pressi del villaggio, sono un complesso di sei grotte, noto come sito di abitazione di esseri umani preistorici. Gli antichi strati del Paleolitico medio hanno restituito resti fossili di Neanderthal che potrebbero risalire a circa 300.000 anni fa. Durante il periodo sovietico, il villaggio faceva parte del distretto di Hadrut dell'Oblast' autonoma del Nagorno Karabakh, all'interno della Repubblica Socialista Sovietica dell'Azerbaigian. Dopo la Prima guerra del Nagorno Karabakh, il villaggio fu amministrato come parte della regione di Hadrut della Repubblica di Artsakh. Il villaggio è passato sotto il controllo dell'Azerbaigian il 9 novembre 2020, durante la guerra del Nagorno Karabakh del 2020. Successivamente, The Guardian e Der Spiegel hanno riportato che le forze azere avrebbero commesso un crimine di guerra decapitando Yuri Asryan, un uomo armeno di 82 anni che era rimasto ad Azokh nonostante l'offensiva azera verso il villaggio.

## Monumenti e luoghi d'interesse
Azykh contiene una serie di siti del patrimonio storico, due dei quali erano stati registrati dalla Repubblica di Artsakh come beni culturali immobili. I siti registrati sono le Grotte di Azokh, risalenti all'età della pietra, situate a 700 m a sud-est del villaggio, e il ponte di Tsiltakhach del XIII secolo (armeno: Ծիլտախաչ), situato a 1 km a sud-est. Inoltre, nel villaggio si trova la chiesa seicentesca di Surb Astvatsatsin (armeno: Սուրբ Աստվածածին, "Santa Madre di Dio") - un edificio in pietra lungo 14 metri e largo 8, costruito su due archi, e un cimitero storico risalente al periodo compreso tra il X e il XIX secolo. Nei pressi del villaggio si trovano anche il monastero di Amarkhatun, la fortezza di Tsitskar e la merlatura di Melik Sagam.

## Galleria d'immagini

Panorama del villaggio di Azokh
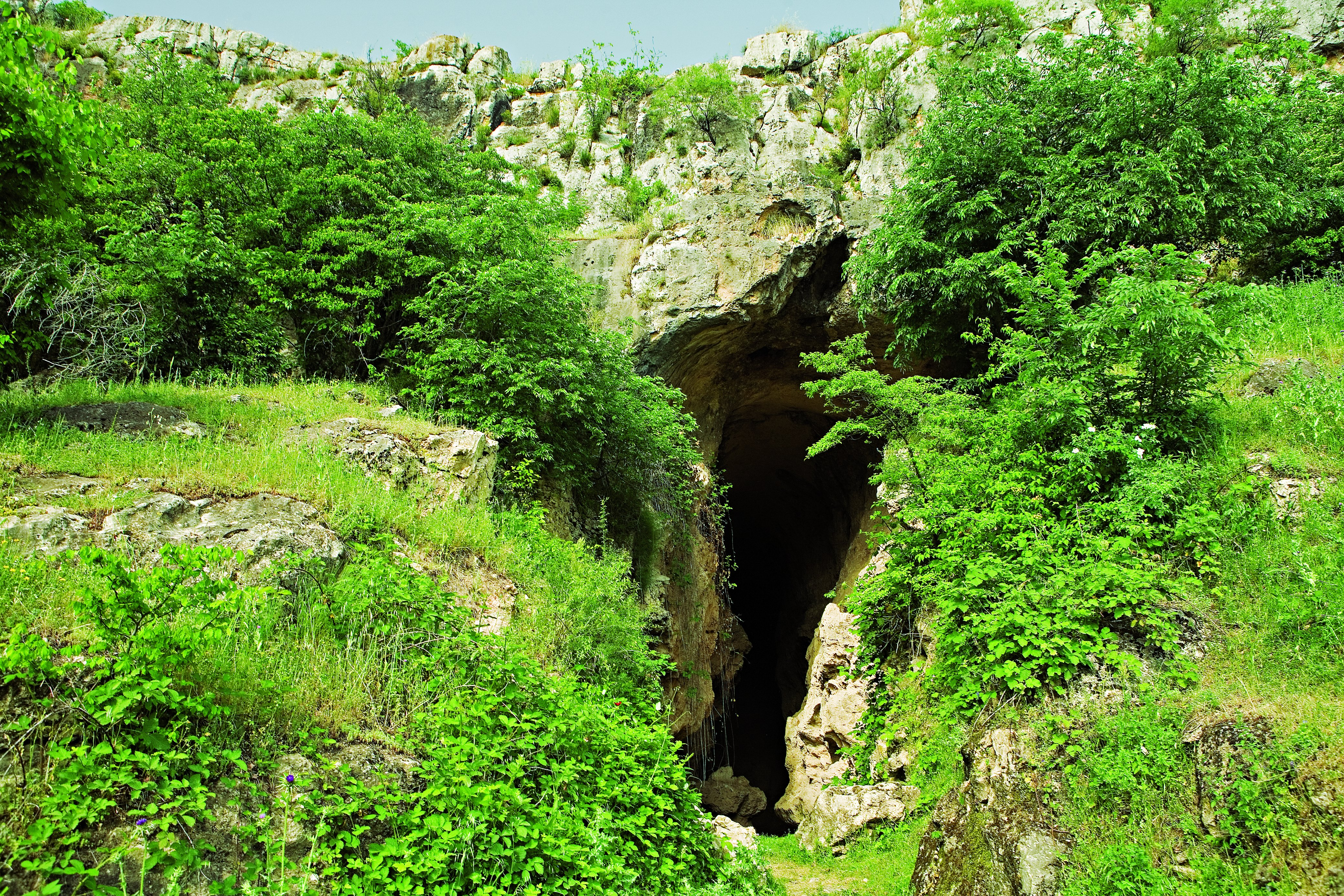
Ingresso delle grotte